# Sint-Jacobus de Meerderekerk (Hunsel)

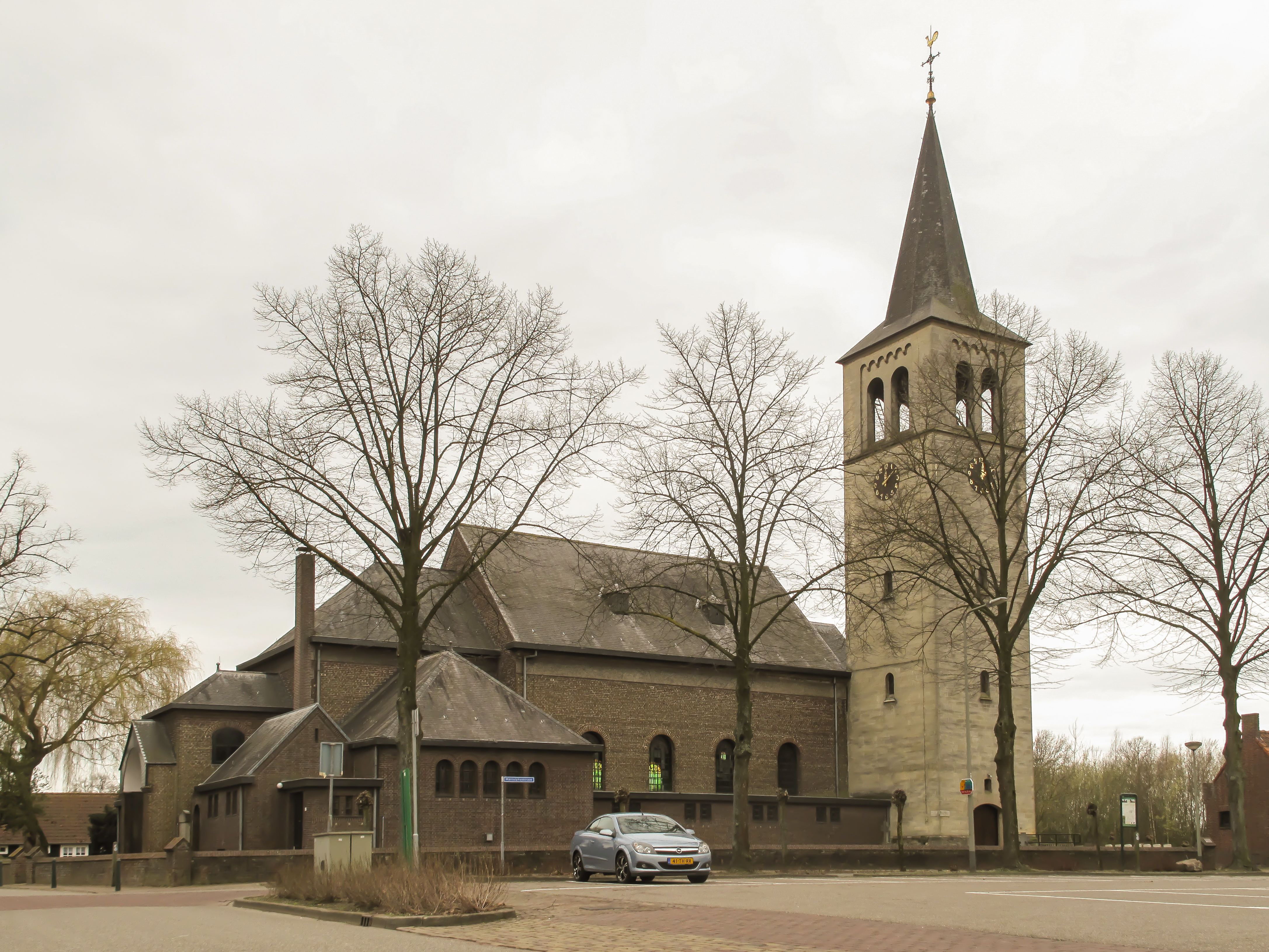
Sint-Jacobus de Meerderekerk

De Sint-Jacobus de Meerderekerk is de parochiekerk van Hunsel, gelegen aan de Jacobusstraat 14.

## Geschiedenis
Omstreeks 1300 werd de romaanse toren in mergelsteen gebouwd. De eigenlijke kerk werd in 1839 vervangen door een bakstenen kerk in neoclassicistische stijl, waarbij de toren behouden bleef. Van 1925-1926 werd het koor uitgebreid met zijkapellen, naar ontwerp van Joseph Cuypers. De toren werd toen ook met een geleding verhoogd.
Eind 1944 werd de toren opgeblazen. In 1951 werd deze toren herbouwd onder leiding van Joseph Franssen. In 1955 kwam de toren gereed en, naast de Sint-Jacobusklok van 1667, werd ook een Sint-Marculphusklok opgehangen, die eveneens in 1955 werd gegoten. Het mechanisch torenuurwerk is van 1736. Dit wordt niet meer als zodanig gebruikt.

## Gebouw
Van belang zijn een aantal houten heiligenbeelden uit de 15e en 16e eeuw: de heiligen Rochus, Clara, Laurentius, Augustinus, en Antonius Abt. Voorts een 17e-eeuwse Madonna en een Ambrosiusbeeld dat mogelijk uit de 18e eeuw stamt.
De kerk is geklasseerd als Rijksmonument.